# راب
راب (نام علمی: 'Ecnomiohyla rabborum') نوعی قورباغه درختی است که در کوه‌های مرکز پاناما یافت شده‌است.

## ویژگی
راب قورباغه‌ای نسبتاً بزرگ است. طول سر و بدن در نرها ۶۲ تا ۹۷ میلی‌متر و ماده‌ها ۶۱ تا ۱۰۰ میلی‌متر است. پوست آن قهوه‌ای یا قهوه‌ای سبز با ساختار دانه دانه می‌باشد. برخلاف گونه‌های دیگر تیره Ecnomiohyla استخوان ستون فقرات از پوست مشخص است.

## پراکندگی
راب فقط در جنگل‌های ابری معرض اقیانوس آرام از دامنه کوه‌های بالای شهر ال‌وال د آنتون در مرکز پاناما، بین استان کوکلی و استان پاناما شناخته می‌شود. مساحت پراکندگی آن کمتر از ۱۰۰کیلومتر مربع (100 km2) در ارتفاع ۹۰۰ تا ۱،۱۵۰ متر است.